# Koharu Kusumi
Koharu Kusumi (久住 小春 Kusumi Koharu?,  Nagaoka, Niigata, Japón, 15 de julio de 1992) es una cantante de j-pop y actriz que formó parte de Hello! Project. Se unió al grupo Morning Musume como la única miembro de la séptima generación y la más joven solista en debutar en Hello! Project, con tan sólo 12 años en el momento de su debut. Anteriormente a su entrada en Morning Musume, era la capitana del equipo de voleibol en el colegio. Su proceso de casting y posterior debut fue documentado el año 2005 en el programa de TV Tokyo, Hello! Morning.

## Biografía
Koharu Kusumi entró a Morning Musume en 2005 como la única miembro de la séptima generación del grupo Morning Musume.
Koharu ha sido miembro del equipo de Hello! Project de kickball Metro Rabbits H.P. Desde su formación a comienzos del 2006 y hasta el 7 de abril de 2006, ha sido la seiyū que interpreta a Kirari Tsukishima, el personaje principal del anime Kirarin Revolution (きらりん☆レボリューション?).
A comienzos del 2007, Koharu fue elegida como miembro del Morning Musume Tanjō 10 Nen Kinentai (モーニング娘。誕生10年記念隊?)—una unidad del grupo Hello! Project creada para celebrar el 10º aniversario del grupo Morning Musume. Este grupo conmemorativo también incluía miembros como Kaori Iida, Natsumi Abe, Maki Goto y Risa Niigaki. Su primer sencillo, "Bokura ga Ikiru My Asia" (僕らが生きるMy Asia?), fue lanzado el 24 de enero de 2007.
Aparte de las actividades en las unidades anteriormente mencionadas, Koharu es también un miembro de Kira Pika con Mai Hagiwara y MilkyWay junto con los miembros del ""Hello Project Eggs members"" Yuu Kikkawa (quién audicionó en 2006 para Morning Musume) y Sayaka Kitahara. Ambas unidades fueron formadas para el anime Kirarin Revolution, que acabó de emitirse en marzo de 2009. Koharu es una participante habitual en el programa infantil de TV Tokyo Oha Suta, apareciendo cada martes.
En 2009, Koharu fue asignada para formar parte del nuevo grupo de música intergrupal ZYX junto con Risa Niigaki, Erika Umeda, Ogawa Saki, Wada Ayaka, Momoko Tsugunaga, y Sudou Maasa.
Tras la primera actuación de las Morning Musume en su concierto 2009 Fall Tour: Nine Smile, se anunció que Koharu se graduaría de Hello! Project el 6 de diciembre de 2009. De acuerdo con el comunicado oficial, Koharu tiene interés de seguir su carrera como modelo, mismo comunicado que Erika Umeda cuando se graduó de Cute. Su graduación del grupo marcó el final de la línea más estable de miembros en el grupo (hasta la fecha el grupo no había variado el número de miembros durante 2 años), fue el primer cambio de filas en el grupo tras la graduación de Hitomi Yoshizawa y Miki Fujimoto en 2007.

## Discografía y lanzamientos
Los sencillos y álbumes a continuación mencionados son con el nombre de Kirari Tsukishima starring Koharu Kusumi (Morning Musume) (月島きらり starring 久住小春(モーニング娘。)?).

### Singles
| # | Título                                      | Fecha de lanzamiento   |
| - | ------------------------------------------- | ---------------------- |
| 1 | "Koi Kana" (恋☆カナ?)                       | 12 de julio de 2006    |
| 2 | "Balalaika" (バラライカ?)                   | 26 de octubre de 2006  |
| 3 | "Happy" (Happy☆彡?)                         | 2 de mayo de 2007      |
| 4 | "Chance!" (チャンス！?)                     | 7 de noviembre de 2007 |
| 5 | "Papancake" (パパンケーキ?)                 | 16 de julio de 2008    |
| 6 | "Hapi Hapi Sunday!" (はぴ☆はぴ サンデー！?) | 4 de febrero de 2009   |

### Álbumes y miniálbumes
| # | Título                                                                                       | Fecha de lanzamiento     |
| - | -------------------------------------------------------------------------------------------- | ------------------------ |
| – | Kirarin Revolution Song Selection (きらりん☆レボリューション ソング・セレクション?)          | 18 de octubre de 2006    |
| 1 | ☆☆☆ (Mitsuboshi) (☆☆☆(みつぼし)?)                                                            | 28 de febrero de 2007    |
| – | Kirarin Revolution Song Selection Vol. 2 (きらりん☆レボリューション・ソング・セレクション2?) | 12 de septiembre de 2007 |
| 2 | Kirarin Land (きらりん☆ランド?)                                                              | 19 de diciembre de 2007  |
| – | Kirarin Revolution Song Selection Vol. 3 (きらりん☆レボリューション・ソング・セレクション3?) | 23 de julio de 2008      |
| – | Kirarin Revolution Song Selection Vol. 4 (きらりん☆レボリューション・ソング・セレクション4?) | 27 de agosto de 2008     |
| 3 | Kirari to Fuyu (きらりと冬?)                                                                 | 17 de diciembre de 2008  |
| – | Kirarin Revolution Song Selection Vol. 5 (きらりん☆レボリューション・ソング・セレクション5?) | 18 de marzo de 2009      |
| – | Best Kirari (ベスト☆きらり?)                                                                 | 11 de marzo de 2009      |

### Photobooks
| # | Título | Fecha de lanzamiento     | Editorial ISBN                                   | Descripción                                                                                                |
| - | --- | ------------------------ | ------------------------------------------------ | --- |
| 1 | Kusumi Koharu (久住小春?)                                                                                 | 24 de marzo de 2006      | Wani Books ISBN 978-4-8470-2923-3                | Primer photobook en solitario                                                                              |
| 2 | Pop (POP 久住小春ソロ写真集?)                                                                             | 20 de septiembre de 2007 | Kadokawa Publishing Group ISBN 978-4-04-894499-1 | Segundo photobook en solitario                                                                             |
| 3 | Koharu Nikki (久住小春写真集「小春日記。」?)                                                              | 25 de julio de 2008      | Wani Books ISBN 978-4-8470-4102-0                | Tercer photobook en solitario                                                                              |
| – | Happy Memorial Photobook (月島きらり starring 久住小春(モーニング娘。)『ハッピーメモリアル☆フォトブック?) | 1 de diciembre de 2008   | Shōgakukan ISBN 978-4-09-132290-6                | Publicado para Kirarin Revolution, créditos como Kirari Tsukishima starring Koharu Kusumi (Morning Musume) |
| 4 | Sugar Doll (久住小春写真集「Sugar Doll」?)                                                                | 27 de septiembre de 2009 | Wani Books ISBN 978-4-8470-4202-7                | Cuarto photobook en solitario                                                                              |

koharu junto con 9 exintegrantes de morning musume formaron un grupo llamado dream morning musume con su primer sigle  Atto Odoroku Mirai ga Yattekuru! 
integrantes Nakazawa Yuko, Iida Kaori, Abe Natsumi, Yasuda Kei, Yaguchi Mari, Ishikawa Rika, Yoshizawa Hitomi, Ogawa Makoto, Fujimoto Miki y Kusumi Koharu.

## Actuaciones

### Shows en televisión
| Show                                                                         | Fecha inicio emisión  | Fecha fin emisión        | Canal    |
| ---------------------------------------------------------------------------- | --------------------- | ------------------------ | -------- |
| Hello! Morning (ハロー！モーニング。?)                                       | 2005                  | 1 de abril de 2007       | TV Tokyo |
| Musume Dokyu! (娘DOKYU!?)                                                    | 4 de julio de 2005    | Activo                   | TV Tokyo |
| Oha Suta (おはスタ? as Kirari Tsukishima)                                    | 2006                  | Activo                   | TV Tokyo |
| Kirarin Revolution (きらりん☆レボリューション? como Kirari Tsukishima (voz)) | 7 de abril de 2006    | 27 de marzo de 2007      | TV Tokyo |
| Haromoni@ (ハロモニ@?)                                                       | 8 de abril de 2007    | 28 de septiembre de 2008 | TV Tokyo |
| Chichin Puipui                                                               | 20 de febrero de 2009 | 20 de febrero de 2009    |          |

### Radio
| Programa                                                                   | Fecha inicio emisión   | Fecha fin emisión       | Dial |
| -------------------------------------------------------------------------- | ---------------------- | ----------------------- | ---- |
| TBC Fun Fīrudo Mōretsu Mōdasshu (TBC Funふぃーるど・モーレツモーダッシュ?) | 7 de noviembre de 2005 | 18 de noviembre de 2005 | TBC  |